# Pala di Ognissanti (Marinoni Gromo)
La Pala di Ognissanti è un dipinto a tempera su tavola di Antonio Marinoni databile intorno glia anni '30 del Cinquecento e conservato nella chiesa di San Giacomo e San Vincenzo di Gromo.

## Lepale di Ognissantidel Cinquecento bergamasco
Sono solo tre le pale cinquecentesche presenti nel territorio bergamasco aventi come soggetto Ognissanti. La più antica è quella posta sull'altare a sinistra dell'altare maggiore nella basilica mariana di Bergamo opera di Antonio Boselli dipinta nel 1514; quella successiva conservata nella chiesa di San Martino di Nembro e ultima questa di Gromo, le ultime due sono entrambe opera di Antonio Marinoni.
Piuttosto travagliata fu l'assegnazione di questi dipinti ai relativi autori; l'opera in Santa Maria Maggiore venne prima considerata lavoro del Bramantino confondendolo con il Bramante, successivamente fu interpretato il carteggio sulla fascia che raffigura sant'Onofrio FCUS ANCERIUS come la firma di un improbabile autore, fino a riconsiderare il testo del Francesco Tassi che riportava l'atto datato 9 febbraio 1514 tra i presidenti della Venerabile Misericordia e l'autore dell'opera […] & liquidandam mercedem Mag Antonii de Bosellis pictoris anchonae fuisse in accordio cum dicto M. Antonio in dinariis quinquaginta auri pro omni ejus mercede in pingendo dictam anchonam […], quindi Antonio Boselli sicuro autore del dipinto di Bergamo.
Da qui la confusione di indicare il medesimo autore anche per gli altri due dipinti dedicati agli Ognissanti, in particolare quello di Gromo che ha le medesime caratteristiche.

La pubblicazione postuma del manoscritto Vite dei pittori, scultori e architetti bergamaschi (Bergamo, voll. 2) del Tassi, subì l'aggiornamento di alcune voci dai fratelli Marenzi e da Giacomo Carrara, che era un esperto collezionista, il quale assegnò per errore parecchie opere a Gio Giacomo Gavasio da Poscante, anche se il Tassi aveva giustamente indicato a questo autore sicure solo due opere. L'errore ebbe tale fama che tantissime opere furono a lui assegnate.
Per avere la giusta assegnazione serve attendere il 1871 con Cavalcaselle e il 1957 con Bernard Berenson e il suo volume Italian Pictures of the Renaissance, che riportò ordine tra le opere del Poscante e quelle dei Marinoni.
Fu poi facile assegnare le opere ai Marinoni, anche alle due pale di Ognissanti di Nembro e di Gromo .

## Storia
La pala di Ognissanti di Gromo venne commissionata in un periodo molto difficile e complesso della storia europea, un periodo di forti cambiamenti della chiesa e nell'arte, la cultura figurativa veneta aveva nei primi decenni del Cinquecento, fortemente condizionato l'arte bergamasca, ma a questo i Marinoni non si conformarono mantenendo invariato lo stile dell'antica bottega di famiglia. 

La bergamasca e l'alta valle subiva il clima di scisma luterano, presente in Europa, non mancavano focolai di eresia, in particolare si ricorda il notaio Gio. Antonio del Botto di Ardesio, che venne inquisito nel 1553  e Cristino del Botto processato per eresia nel 1547 e nel 1549, come pure il vescovo di Bergamo, Vittore Soranzo accusato di aver messo in discussione il culto dei santi durante una visita pastorale e processato per eresia , e in questo clima che il nobile Ginami, che aveva avuto sentore di un parente, forse fratello, si era avvicinato alla nuova corrente eretica, ordinò la pala di Ognissanti per l'altare di cui aveva il giuspatronato , e scelse proprio la bottega del Marinoni che sicuramente avrebbe mantenuto la linea tradizionale pittorica, la pala di Gromo doveva risultare esentata da ogni novità figurativa così come desiderio espresso dal committente 
Un testamento presente nell'archivio della parrocchiale di Gromo, dispone di un legato di una libra di olio di oliva per una cappella di Ognissanti nel 1527. È proprio degli anni 1525 e 1526 che viene documentata una forte pestilenza nella bergamasca, da qui nacque l'intensificarsi della devozione a tutti i santi.
Un successivo relazione, allegata alla visita pastorale del vescovo Vittore Soranzo del 1546, documenta la presenza della tavola con la famiglia di appartenenzaː casula tele teutonice capelle Omnium Sanctorum illorum de Ginamis, quindi di paramenti in stoffa provenienti dalla Germania.

## Descrizione
La pala di Gromo, olio su tavola, ha la rappresentazione simile a quella in Santa Maria Maggiore, al centro, posto in una mandorla formata da bianche nubi nell'azzurro del cielo, l'immagine di Cristo in maestà, mentre compie con la mano sinistra il gesto della benedizione: tre dita a indicare la Trinità, le altre due a indicare la sua natura divina e terrena, mentre con la destra regge il mondo. Sopra di Lui volano due schiere di angeli, e nella parte inferiore i santi.
In primo piano i quattro dottori della legge, gli unici a figura interaː sant'Agostino, san Gregorio Magno, san Gerolamo e sant'Ambrogio. A livello superiore, ma poste in evidenza l'immagine di Maria e di san Giovanni Battista, e di san Giacomo titolare della chiesa. Questa scelta di rendere evidenti i santi quali intermediari presso Dio, è il massaggio fortemente religioso della pala sia da parte del committente che del Marinoni.
I Marinoni resteranno vincolati alla raffigurazione statica dell'arte senza riuscire a aggiornarsi seguendo le nuove mode pittoriche che venivano da Venezia con la pittura del Lotto, principalmente, del Previtali e di Palma il Vecchio, forse per questa caratteristica scelti dal committente, che voleva dichiarare pubblicamete la sua posizione religiosa conservatrice. Il mancato rinnovamento artistico decreterò la fine della bottega dei Marinoni di Desenzano al Serio . 

La pala è posta in una ancora importante, e ben conservata, sorretta da colonne e coperta da un timpano.
La pala era posta a ornare l'altare ligneo dei Santi, di cui la famiglia Ginami aveva il giuspatronato. L'altare è stato con gli anni rimosso, ma rimane il blasone della famiglia posto sulla lesena a fianco del dipinto con l'immagine di santa Caterina d'Alessandria.